# ريان ستار
ريان ستار (بالإنجليزية: Ryan Star)‏ هو عازف بيانو وعازف قيثارة وموسيقي ومغني أمريكي، ولد في 7 يناير 1978 في نيويورك في الولايات المتحدة.

## وصلات خارجية
- الموقع الرسمي
- ريان ستار على موقع IMDb (الإنجليزية)
- ريان ستار على موقع ميوزك برينز (الإنجليزية)
- ريان ستار على موقع أول ميوزيك (الإنجليزية)
- ريان ستار على موقع ديسكوغز (الإنجليزية)
- ريان ستار على موقع قاعدة بيانات الفيلم (الإنجليزية)